# 掛川東部工業団地
掛川東部工業団地（かけがわとうぶこうぎょうだんち）は、静岡県掛川市淡陽（たんよう）にある工業団地である。エコポリス工業団地、または単にエコポリスとも呼ばれる。

## 概要
1980年代～1990年代の掛川市の重点事業のひとつとして東海道新幹線掛川駅、東名高速道路掛川ICの誘致に合わせて市東部の丘陵地に造成された。分譲された時期はバブル景気崩壊に前後し、何度か進出予定の企業が入れ替わったものの、最終的には全区画完売となった。従来より農業を主産業とし、工業化の遅れていた掛川市であったが、この施策により、製造品出荷額は大きく伸び産業基盤の強化に繋がった。
この成功を受け、当地からやや南に下った満水地区に新たに新エコポリス工業団地が造成されることになった。また、掛川ICや南部方面からのアクセス道路として「掛川東環状線」が整備中である。
エコポリス=eco-polisの名の通り、環境・生態系に配慮するため、市独自の環境基準を設けており、また清掃活動や緑化率を高くするなど独自の活動を行っている企業もある。

## 立地
静岡県（東海工業地域）内だけでなく、東京・名古屋・大阪の三大都市圏から新幹線、東名高速によるアクセスが良好な内陸型の工業団地である。建設予定の第二東名森掛川ICによる更なるアクセス向上も期待される。
空港は静岡空港、港湾は御前崎港、清水港がある。

## 進出企業
2010年現在、13社が操業している。
- 旭化成（大阪府大阪市北区）
- オスラム・メルコ（神奈川県横浜市西区）
- 吉良紙工（愛知県名古屋市港区）
- ジヤトコ（静岡県富士市）
- ジョンソンディバーシー（神奈川県横浜市中区）
- 清和海運（静岡県静岡市清水区）
- ダイオ化成（東京都中央区）
- タイガースポリマー（大阪府豊中市）
- トキコテクノ（神奈川県横浜市鶴見区）
- パナソニック モバイルコミュニケーションズ（神奈川県横浜市都筑区）
- パントーネシステム本社
- ピアス（大阪府大阪市北区）
- 文化シヤッター（東京都文京区）

※括弧内は本社所在地
かつて工場が存在した企業
- ツムラ（→ピアスに売却）

## その他の施設
- タミヤ掛川サーキット（世界最大級のRCカー専用コースだが、来年5月まで工事中）
- 安養寺運動公園

## 交通
- 東名高速道路掛川ICより4km（自動車約15分）
- 国道1号・掛川バイパス千羽ICより2km（自動車約8分）
- 東海道新幹線・東海道本線・天竜浜名湖線掛川駅より7km
- 掛川バスサービス東山線
  - エコポリス南・安養寺運動公園バス停